# Robert Hamerling
Robert Hamerling (Kirchberg am Walde, Alsó-Ausztria, 1830. március 24. – Graz, 1889. július 13.) osztrák költő.

## Életútja
Bécsben előbb orvosi, majd filológiai tanulmányokkal foglalkozott, majd 1855-ben gimnáziumi tanár lett Triesztben. Folytonos betegeskedése miatt kénytelen volt 1866-ban megválni tanszékétől, amit neki a császár kegyelmes intézkedése és egy előkelő bécsi hölgy nagylelkűsége lehetővé tett. Graz mellett halt meg, ahol 1866 óta visszavonulva, kizárólag a költészetnek élt. 1893-ban Waidhofenben (az Ybbs mellett) emlékszobrot állítottak neki.

## Munkássága
Hamerling kiváló tehetségű, igen sokoldalú és termékeny író volt, eszmékben gazdag, a nyelv és alak mestere, akinek műveit mély filozófiai fölfogás, fényes stílus és az előadás megragadó plasztikája jellemeznek. Fiatalkori műveiben a lírai hangulat és a még fejetlen reflexió túlsúlyban vannak. Kitűnőek leírásai, melyekben az érzéki elem is művészi érvényre jut. Sokat fordított is, elsősorban olasz költőkből.

### Művei
- Sinnen und Minnen (1859, eszmékben és képekben gazdag himnuszok)
- Venus im Exil (1858, epikus költemény)
- Ein Schwanenlied der Romantik (1862)
- Germanenzug (1863)
- Ahasver in Rom (1866)
- Der König von Sion (1868)
- Danton und Robespierre (tragédia, 1871)
- Teut (3. kiad. 1877)
- Lord Lucifer (vígjáték, 1880)
- Die Waldsängerin (novella, 3 kiad. 1882)
- Amor und Psyche (elbeszélő költemény, 1882, magyarra fordította Ábrányi Emil, Budapest, 1890)
- Aspasia (regény, 3. kiad. 1884)
- Prosa (1884, 2 kötet, szellemes filozófiai s esztétikai tanulmányainak gyűjteménye)
- Die sieben Todsünden (6. kiad. 1887)
- Homunculus (1888)
- Stationen meiner Lebenspilgerschaft (1889, önéletrajza)
- Die Atomistik des Wissens (1891, 2 kötet, világnézetének nem éppen meggyőző rendszere)

### Műfordításai
- Hesperische Früchte (1884)
- Lepardi költeményei (1886)

## Magyarul
- Amor és Psyche. Költemény; ford. Ábrányi Emil; Divald, Bp.–Eperjes, 1894
- Ahasverus Rómában. Költői elbeszélés; ford. Kun István; Szelényi, Miskolc, 1903